# Onni Valakari
Onni Valakari, född 18 augusti 1999 i Motherwell, Skottland, är en finländsk fotbollsspelare som spelar för San Diego FC, på lån från Pafos och det finländska landslaget.
Valakari föddes i Skottland där hans far Simo Valakari spelade för Motherwell FC.

## Klubblagskarriär

### Pafos FC
Valakari värvades den 30 januari 2020 av den cypriotiska klubben Pafos FC, efter att hans lag Tromsø IL dessförinnan åkt ur den norska högstaligan på målskillnad.
Endast två dagar efter att övergången blev klar gjorde han debut för sitt nya lag Pafos som mötte Ethnikos Achna. Valakari spelade från start i matchen och gjorde både sitt debutmål och blev tvåmålsskytt i en match som laget vann med 3–0.
Valakari gjorde till slut fem mål på sex seriematcher under sin första säsong för Pafos. Serien avslutades den 15 maj 2020 på grund av Covid-19-pandemin.

#### Lån till AIK
Den 26 augusti 2024 lånades Valakari ut till den svenska klubben AIK, där kontraktet sträckte sig till och med den 31 december 2024. I avtalet fanns även en köpoption för klubben.
Valakari gjorde sin startdebut för AIK den 31 augusti 2024 i en 1–0-vinst över IFK Värnamo på Finnvedsvallen.
Första målet för klubben gjorde Valakari den 21 september 2024 när han stod för lagets enda mål på nick, assisterad av Mads Døhr Thychosen, i en 1–0-vinst mot Kalmar FF på Guldfågeln Arena. Han följde sedan upp detta med att göra assist till Benjamin Tiedemann Hansen i AIK:s 1–0-seger mot IK Sirius omgången efter.

#### Lån till San Diego FC
Den 13 januari 2025 lånades Valakari ut till den nygrundade amerikanska klubben San Diego FC.